# Tiggy Legge-Bourke
Alexandra Shân "Tiggy" Legge-Bourke MVO, född 1 april 1965, arbetade som barnflicka hos prins William av Wales och hans bror prins Harry, och assistent hos Charles, prins av Wales, mellan 1993 och 1999. Sedan hon gifte sig kallas hon Tiggy Pettifer.

### Fotnoter
1. ↑  Alexandra Shân Legge-Bourke på thepeerage.com (läst 30 januari 2008)